# Japyx turneri
Japyx turneri är en urinsektsart som beskrevs av Ewing 1941. Japyx turneri ingår i släktet Japyx och familjen Japygidae. Inga underarter finns listade i Catalogue of Life.